# ВМаяковский
«ВМаяковский» — российский художественный фильм Александра Шейна. В главных ролях:  Чулпан Хаматова, Юрий Колокольников, Людмила Максакова, Евгений Миронов, Антон Адасинский, Михаил Ефремов, Никита Ефремов, Мария Поезжаева, Мириам Сехон, Пётр Верзилов, Мария Никифорова. Фильм вышел в прокат в России 14 марта 2019 года.

## Синопсис
Фильм рассказывает о русском поэте Владимире Маяковском, его любимых женщинах и друзьях, которые его бросили, через призму настоящего.

## В ролях
| Актёр              | Роль                 |
| ------------------ | -------------------- |
| Чулпан Хаматова    | Лиля Брик            |
| Юрий Колокольников | Владимир Маяковский  |
| Людмила Максакова  | Лиля Брик в старости |
| Евгений Миронов    | Яков Агранов         |
| Михаил Ефремов     | Давид Бурлюк         |
| Никита Ефремов     | Яков Агранов         |
| Антон Адасинский   | Всеволод Мейерхольд  |
| Альбертс Альбертс  | Осип Брик            |
| Пётр Верзилов      | Яков Агранов         |
| Мария Поезжаева    | Вероника Полонская   |

## Награды
- Кинофестиваль «Окно в Европу»: специальный приз жюри, приз Гильдии киноведов и кинокритиков в категории «Игровое кино. Осенние премьеры»[7][8]